# Willem Carel van Boetzelaer
Willem Carel baron van Boetzelaer (De Bilt, 15 september 1845 – Maartensdijk huize Eyckenstein, 16 september 1934) was lid van de Provinciale Staten van Utrecht en tussen 1873 - 1879 burgemeester van De Bilt.
De baron was zoon van Christiaan Willem Johan van Boetzelaer van Dubbeldam en Elisabeth Charlotta Petronella Both Hendriksen. Willem Carel was telg uit het adellijke geslacht Van Boetzelaer en woonde op landgoed Sandwijck dat in die tijd grensde aan Eyckenstein. In 1873 huwde hij Margaretha Nicolasina van Schuijlenburch van Wisch (1852-1930) uit het geslacht Van Schuylenburch. Zij verhuisden in 1878 naar het grote Eyckenstein in Maartensdijk. Ze kregen drie zoons en drie dochters. Na de dood van zijn moeder erfde hij het noordelijke gedeelte met het landhuis Eyckenstein. In de loop der tijd zou hij grote delen ervan verkopen. Van Boetzelaer liet in 1882-1883 bij Eyckenstein door tuinarchitect L.A. Springer een tuin in Engelse landschapsstijl aanleggen. De naastgelegen oude villa Berkenstein werd gesloopt.
Van Boetselaer was van 1892-1922 heemraad bij het Waterschap Maartensdijk.
In het noordelijkste deel van landgoed Eyckenstein liet hij het "Boetzelaersveld" ontginnen. Het gebied ligt tussen Lage Vuursche, Hollandsche Rading en Baarn.